# Ustrój polityczny Chorwacji
Chorwacja jest demokracją parlamentarną, w której prezydent wybierany jest w wyborach powszechnych. Obecna konstytucja obowiązuje od 22 grudnia 1990 roku, pomimo tego, że państwo ogłosiło swą niezależność od Jugosławii później, 25 czerwca 1991 roku.
Do roku 2000 pozostawała krajem autorytarnym.

## Władza ustawodawcza

### Parlament
Parlament jest unikameralny, tzn. składa się z jednej tylko izby – Hrvatski Sabor, co w języku chorwackim oznacza Zgromadzenie Chorwackie. Zgodnie z konstytucją, jest ono reprezentacją ludu i dzierży władzę ustawodawczą w kraju.
Zgromadzenie liczy od 100 do 160 członków, jednak liczba ta nie jest stała. Wybierani są oni w drodze powszechnych, równych i tajnych wyborów, na kadencję trwającą 4 lata. Mandat może zostać przedłużony tylko na wypadek wojny. Czynne i bierne prawo wyborcze mają osoby, które w dniu wyborów ukończyły 18 lat. Wybory odbywają się do 60 dni od daty zakończenia kadencji lub rozwiązania Saboru. Sesje zwyczajne Saboru odbywają się 2 razy w roku: od 15 stycznia do 15 lipca oraz od 15 września do 15 grudnia. Istnieje także możliwość zwołania posiedzeń nadzwyczajnych przez Przewodniczącego Izby, po zasięgnięciu opinii klubów parlamentarnych. Wniosek o zwołanie sesji nadzwyczajnej może też złożyć:
- prezydent
- rząd
- większość deputowanych izby.

Ordynacja wyborcza do Saboru przewiduje czteroszczeblową strukturę organów wyborczych. Tworzą ją:
Komisja Wyborcza Republiki Chorwacji – będąca najważniejszym i najwyższym organem wyborczym w Chorwacji. W skład komisji wchodzą: przewodniczący, czterech członków komisji oraz ich zastępcy. Przewodniczącym jest prezes Sądu Najwyższego. Innych członków komisji powołuje Trybunał Konstytucyjny spośród sędziów Sądu Najwyższego oraz innych wybitnych prawników, którzy nie należą do żadnego z ugrupowań politycznych. Skład komisji jest stały, zdarza się jednak, że na potrzeby wyborów skład zostaje poszerzony. Stanowią go wtedy trzej przedstawiciele partii lub koalicji rządzącej oraz trzej przedstawiciele parlamentarnych ugrupowań opozycyjnych. W przypadku gdyby partie opozycyjne nie mogły uzgodnić wspólnych członków KWRCh, Sąd Najwyższy może, w drodze losowania spośród kandydatów zaproponowanych przez ugrupowania opozycyjne, dokonać obsady tych stanowisk.
Okręgowe komisje wyborcze – składające się z przewodniczącego, dwóch członków oraz ich zastępców powoływanych z grona wybitnych sędziów i prawników przez Komisję Wyborczą Republiki Chorwacji. Do ich zadań należy m.in. powoływanie, odwoływanie, a także lokalizacja obwodowych komisji wyborczych oraz ustalanie wyników wyborów w okręgu wyborczym.
Obwodowe komisje wyborcze- zawierające w swoim składzie przewodniczącego, dwóch członków oraz ich zastępców.
Miejskie i gminne komisje wyborcze- składają się z przewodniczącego, kilku członków oraz ich zastępców. Do zadań komisji należy czuwanie nad prawidłowym przebiegiem głosowania, a w szczególności nad zachowaniem tajnego charakteru głosowania.
Ostatnie wybory odbyły się 25 listopada 2007 roku. Kraj został podzielony na 10 regionów wyborczych. Kierowano się kryterium geograficznym i ludnościowym. Z każdego regionu wybierano 14 deputowanych, przy pomocy systemu proporcjonalnego. Próg wyborczy wynosił 5%, a głosy przeliczane były według metody D’Hondta. Do uprzednio wymienionej liczby dokooptowano 8 przedstawicieli mniejszości narodowych, jak również 4 przedstawicieli chorwackiej „diaspory”. Ta ostatnia liczba zmienia się za każdym razem, ustalana jest już po zliczeniu głosów, a jej wartość zależna jest od tego, ilu Chorwatów zamieszkujących za granicą oddało głosy na swoich przedstawicieli.
Ogółem liczba członków Zgromadzenia: 140 miejsc „krajowych” + 8 miejsc mniejszości narodowych + 3 miejsca „diaspory” = 151 deputowanych
Dystrybucja mandatów mniejszości narodowych:
- 3 – Serbowie,
- 1 – Węgrzy,
- 1 – Włosi,
- 1 – Czesi i Słowacy,
- 1 – Austriacy, Bułgarzy, Niemcy, Polacy, Romowie, Rumuni, Rusini, Rosjanie, Turcy, Ukraińcy, Wołosi, Żydzi,
- 1 – Albańczycy, Bośniacy, Czarnogórcy, Macedończycy, Słoweńcy.

Parlament chorwacki ma szerokie uprawnienia: decyduje o zmianach w konstytucji, uchwala ustawy, przyjmuje budżet, decyduje o wojnie i pokoju, realizuje cywilną kontrolę nad armią i służbami specjalnymi, zwołuje referenda, nadzoruje prace rządu itd. Podejmuje decyzje za pomocą większości głosów, przy czym chodzi tutaj o większość deputowanych znajdujących się na sali w momencie głosowania (a nie liczby ogólnej). Tutaj jednak występują pewne wyjątki:
- ustawy dotyczące mniejszości narodowych, przekraczania granicy przez siły zbrojne lub manewrów wojsk niedaleko granic państwowych czy też ich zmian – większość kwalifikowana 2/3 ogólnej liczby członków parlamentu,
- ustawy dotyczące konstytucyjnie zagwarantowanych praw człowieka czy podstawowych wolności, organizacji, kompetencji czy sposobu działania instytucji państwowych (również samorządów terytorialnych) – większość zwykła ogólnej liczby członków parlamentu.
- parlament może zarządzić referendum w sprawie projektu zmiany konstytucji, zmiany ustawy lub w innej sprawie. Referendum musi być rozpisane jeśli zażąda tego 10% wyborców.

Inicjatywę ustawodawczą posiada każdy z członków Zgromadzenia, jak również kluby parlamentarne, komisje parlamentarne oraz rząd.

### Parlament do 2001 roku
Do poprawki w konstytucji z 21 marca 2001 roku, wprowadzającej unikameralizm, władza ustawodawcza należała do dwuizbowego parlamentu – Chorwackiego Zgromadzenia Narodowego (Saboru) – złożonego z:
- Izby Przedstawicielskiej (Izba Poselska) – w skład jej wchodziło 151 deputowanych (w tym 5 reprezentantów mniejszości narodowych), wybieranych na 4 lata.
- Izby Żupanij (Izba Wojewódzka) – złożonej z 63 członków, po 3 z każdego województwa, kadencja również 4-letnia.

Prezydent Republiki mógł powołać w skład Izby do 5 przedstawicieli wybranych z „obywateli szczególnie zasłużonych dla Republiki” z zastrzeżeniem, że nie mogła liczyć więcej niż 65 członków.Prezydent Republiki po zakończeniu kadencji pozostawał dożywotnio członkiem Izby Żupanii (Konstytucja Republiki Chorwacji z 1995 r. art.71).
Postępowanie ustawodawcze mogło się rozpocząć jedynie w izbie pierwszej – Izbie Przedstawicielskiej.
Druga izba parlamentu chorwackiego (Izba Żupanij) posiadała prawo inicjatywy ustawodawczej. Materia inicjatywy ustawodawczej tej izby nie podlegała żadnym ograniczeniom jednak projekt odrzucony przez izbę pierwszą nie mógł być ponownie wywoływany w izbie drugiej.
Oprócz inicjatywy ustawodawczej Izba Żupanij posiadała kompetencję do wstępnego opiniowania ustaw, podejmujących regulację określonej problematyki. Dotyczyło to przede wszystkim ustaw dotyczących: zmian Konstytucji, zmiany prawa i wolności obywatelskich, systemu wyborczego i ustroju organizacyjnego państwa, a więc znakomitej większości ustaw, rozpatrywanych w Izbie Przedstawicielskiej.
Wszystkie ustawy, uchwalone przez Izbę Przedstawicielską były następnie rozpatrywane przez Izbę Żupanij. Izba ta nie posiadała jednak możliwości uchwalania poprawek do tych ustaw, a mogła jedynie ustawę skierować do Izby Przedstawicielskiej do ponownego rozpatrzenia, co musiało być jednak uzasadnione. Tak skierowaną do siebie ustawę Izba Przedstawicielska mogła ponownie uchwalić lub też, uznając racje Izby Żupanij, odstąpić od kontynuacji postępowania ustawodawczego. Ponowne uchwalenie ustawy przez Izbę Przedstawicielską mogło nastąpić dopiero absolutną większością ogólnej liczby deputowanych. Uchwalenie ustawy w Izbie Przedstawicielskiej po raz pierwszy odbywało się przy znacznie niższych wymaganiach: zwykłą większością głosów, przy obecności ponad połowy ogólnej liczby deputowanych. Brak wymaganej większości, w ponownym głosowaniu, powodowało niedojście ustawy do skutku.

## Władza wykonawcza

### Rząd
Rząd Republiki Chorwackiej (chor. Vlada Republike Hrvatska) jest głównym i najsilniejszym elementem egzekutywy. Przewodniczy mu mianowany przez prezydenta premier. Podstawowe zadania rządu to wprowadzanie w życie ustaw wydawanych przez parlament, proponowanie budżetu, koordynacja podległych mu instytucji państwowych, decydowanie w przypadkach konfliktów pomiędzy organami rządowymi itd.
Rząd musi mieć poparcie parlamentu, przed którym ponosi odpowiedzialność polityczną za swoje poczynania. Przybiera ona formę zarówno odpowiedzialności zbiorowej (m.in. instytucja wotum nieufności wobec całego rządu), jak również indywidualnej (wotum nieufności wobec poszczególnych członków rządu).
Pomimo tego, że to prezydent nominuje kandydata na premiera, to musi się z nim zgodzić przewodniczący parlamentu, który także podpisuje akt nominacji. Podobnie w przypadku mianowania ministra, które następuje na wniosek premiera, również swój podpis musi złożyć przewodniczący Zgromadzenia.
Premierzy Chorwacji:
| Objęcie urzędu       | Zakończenie          | Osoba             |
| -------------------- | -------------------- | ----------------- |
| 30 maja 1990         | 24 sierpnia 1990     | Stjepan Mesić     |
| 24 sierpnia 1990     | 17 lipca 1991        | Josip Manolić     |
| 17 lipca 1991        | 12 sierpnia 1992     | Franjo Gregurić   |
| 12 sierpnia 1992     | 3 kwietnia 1993      | Hrvoje Šarinić    |
| 3 kwietnia 1993      | 7 listopada 1995     | Nikica Valentić   |
| 7 listopada 1995     | 27 stycznia 2000     | Zlatko Mateša     |
| 27 stycznia 2000     | 23 grudnia 2003      | Ivica Račan       |
| 23 grudnia 2003      | 6 lipca 2009         | Ivo Sanader       |
| 6 lipca 2009         | 23 grudnia 2011      | Jadranka Kosor    |
| 23 grudnia 2011      | 22 stycznia 2016     | Zoran Milanović   |
| 22 stycznia 2016     | 19 października 2016 | Tihomir Orešković |
| 19 października 2016 | nadal                | Andrej Plenković  |

### Prezydent
Prezydent wybierany jest na 5 lat w wyborach powszechnych. Posiada on standardowy zakres uprawnień., tj. m.in. jest reprezentantem kraju na zewnątrz, jest zwierzchnikiem sił zbrojnych, rozpisuje wybory parlamentarne i zarządza pierwszą sesję nowego parlamentu, nominuje kandydata na premiera, ma prawo łaski, przyjmuje listy uwierzytelniające od dyplomatów zagranicznych i wysyła chorwackich na placówki zagraniczne itd. Ma również obowiązek podpisania w ciągu 8 dni ustawy uchwalonej przez parlament, w przeciwnym wypadku musi zaskarżyć ją przed Sądem Konstytucyjnym.
Bierne i czynne prawo wyborcze posiadają wszyscy obywatele Chorwacji, którzy ukończyli 18 lat. Wybory na urząd prezydenta Chorwacji są zarządzane przez rząd najwcześniej 60 dni, a najpóźniej 30 dni od daty wygaśnięcia mandatu urzędującego prezydenta. W przypadku gdy urząd prezydenta zostanie opróżniony przed końcem kadencji, wybory powinny odbyć się w terminie 60 dni od dnia, w którym poprzedni prezydent przestał pełnić obowiązki. Wybory prezydenckie odbywają się w dzień wolny od pracy, mimo że prawo chorwackie nie określa takiego wymogu.
Tekst przysięgi nowo wybranego prezydenta brzmi:
„Przysięgam na swój honor obowiązek Prezydenta Republiki wykonywać sumiennie i odpowiedzialnie, dla pomyślności chorwackiego narodu i wszystkich chorwackich obywateli. Jako chorwacki zwierzchnik: przestrzegać Konstytucji i ustaw, troszczyć się o przestrzeganie porządku prawnego Republiki Chorwacji, czuwać nad praworządnym działaniem wszystkich organów władzy państwowej, strzec niezawisłości, egzystencji i jednolitości państwa chorwackiego. Tak mi dopomóż Bóg”.
Z dodatkowych, mocniejszych uprawnień – prezydentowi przysługuje prawo rozwiązania parlamentu, jeżeli ten wyrazi wotum nieufności wobec rządu, bądź też w ciągu 120 dni nie przyjmie on budżetu, na prośbę rządu (wymagana kontrasygnata premiera), po uprzednich konsultacjach z przedstawicielami klubów parlamentarnych.
Prezydent może również w dowolnym czasie zarządzić referendum, w przypadku zmiany konstytucji, lub jakiegokolwiek innego aktu, który jego zdaniem jest ważny dla niepodległości, jedności i egzystencji Republiki Chorwackiej, na propozycję rządu i z kontrasygnatą premiera.
Prezydenci Chorwacji:
| Czas pełnienia urzędu                | Osoba                            |              |
| ------------------------------------ | -------------------------------- | ------------ |
| 30 maja 1990 do 10 grudnia 1999      | Franjo Tuđman                    |              |
| 26 listopada 1999 do 10 grudnia 1999 | Vlatko Pavletić, p.o. prezydenta | (za Tuđmana) |
| 10 grudnia 1999 do 2 lutego 2000     | Vlatko Pavletić, p.o. prezydenta |              |
| 2 lutego 2000 do 18 lutego 2000      | Zlatko Tomčić, p.o. prezydenta   |              |
| 18 lutego 2000 do 18 lutego 2010     | Stjepan Mesić                    |              |
| od 18 lutego 2010 do 18 lutego 2015  | Ivo Josipović                    |              |
| od 19 lutego 2015                    | Kolinda Grabar-Kitarović         |              |

## Władza sądownicza

### Sądy
Władzę sądowniczą w Chorwacji sprawują niezawisłe sądy, najwyżej z nich w hierarchii lokuje się Sąd Najwyższy. Jego członkowie wybierani są przez Krajową Radę Sądowniczą, funkcję tę można pełnić dożywotnio (możliwość przejścia na emeryturę w wieku 70 lat). Prezes Sądu wybierany jest na czteroletnią kadencję, przez parlament, na wniosek prezydenta.

### Sąd Konstytucyjny
Jego naczelnym zadaniem jest decydowanie o zgodności wydawanego prawa z przepisami konstytucji. Obywatele chorwaccy mogą wnosić do niego skargi na niezgodność z konstytucją działań instytucji rządowych, samorządowych i władz innego szczebla, jeżeli naruszają one prawa człowieka i podstawowe wolności.
Sąd Konstytucyjny decyduje o wszczęciu procedury impeachmentu wobec prezydenta, orzeka o legalności działalności partii politycznych oraz o ważności wyborów i referendów.
Składa się z 13 sędziów wybieranych przez parlament na kadencję trwającą 8 lat, spośród najwybitniejszych jurystów. Również parlament wybiera prezesa Sądu, jego kadencja trwa 4 lata.
Prezesi Sądu Konstytucyjnego:
- Jadranko Crnić(inne języki) (1991-1999)
- Smilijko Sokol (1999-2003)
- Petar Klarić(inne języki) (od 2003)